# باربي هسو
باربي هسو (بالصينية: 徐熙媛) هي مغنية وكاتِبة وممثلة تايوانية، ولدت في 6 أكتوبر 1976 بتايبيه في تايوان.

## وصلات خارجية
- باربي هسو على موقع IMDb (الإنجليزية)
- باربي هسو على موقع ألو سيني (الفرنسية)
- باربي هسو على موقع ميوزك برينز (الإنجليزية)
- باربي هسو على موقع أول موفي (الإنجليزية)
- باربي هسو على موقع قاعدة بيانات الفيلم (الإنجليزية)
- باربي هسو على موقع كينوبويسك (الروسية)